# NGC 2799
NGC 2799 је спирална галаксија у сазвежђу Рис која се налази на NGC листи објеката дубоког неба.
Деклинација објекта је + 41° 59' 38" а ректасцензија 9h 17m 31,0s. Привидна величина (магнитуда) објекта NGC 2799 износи 13,7 а фотографска магнитуда 14,3. Налази се на удаљености од 27,4000 милиона парсека од Сунца. NGC 2799 је још познат и под ознакама UGC 4909, MCG 7-19-56, CGCG 209-46, KCPG 195B, ARP 283, VV 50, KUG 0914+422B, PGC 26238.